# 諾因基興 (奧地利)
諾因基興（德語：Neunkirchen，德語發音：[ˈnɔʏnˌkɪʁçn̩] ⓘ）是奧地利下奧地利州的市镇，位於該國東部，面積20.28平方公里，海拔高度371米，2012年人口12,240，其中六成居民信奉羅馬天主教。